# 三神峯公園
三神峯公園（みかみねこうえん）は、宮城県仙台市太白区の三神峯という低山にある風致公園である。仙台市南部の桜の名所として知られる。

## 概要
三神峯公園は青葉山丘陵東南の台地に位置し、長町地区から西へ約2キロメートルほどの場所に当たる。最高点は69メートル。崖下の平地との標高差は40メートルほどである。仙台市内でもっとも多くの桜の木が植樹されており、シーズン時には多くの花見客でにぎわう。
縄文時代には複数の竪穴建物が作られ、古墳時代には小さな古墳が築かれた。近代以降は仙台陸軍幼年学校、旧制の第二高等学校、東北大学に利用され、1967年に三神峯公園が設置された。

## 歴史
三神峯には縄文時代前期に集落があり、三神峯遺跡と呼ばれる。8棟の竪穴建物の遺構が発見されたほか、多数の縄文土器や石器が出土した。弥生時代の遺物は知られないが、古墳時代に3つの小さな古墳群（三神峯古墳群）が築かれ、南の崖下に富沢窯、東斜面に金山窯が置かれた。
以後長らく三神峯は歴史にあらわれないが、近代に入って1937年（昭和12年）に、仙台陸軍幼年学校が場所を三神峯に定めて再建された。同校ははじめ今の宮城野区五輪一丁目に校舎を置いていたが、1924年（大正13年）に廃止されていた。幼年学校は、1945年（昭和20年）の7月10日にあった仙台空襲で被害を受け、敗戦で陸軍とともに廃止された。
そのあとには、1945年より旧制の第二高等学校の校舎として利用された。1949年に二高が東北大学に併合されると、三神峯の校舎は東北大学の第一教養部の校地となった。続いて大学の学生寮の一つ、明善寮（学生寮）も建てられた。1958年（昭和33年）に校舎は青葉区川内へ移転し、明善寮も青葉区上杉に移転した。
その後、キャンパスの跡地に仙台市が公園を設置することを決め、 1967年（昭和42年）三神峯公園が開園。設置時から現在まで、数次の発掘調査で、多数の縄文時代の遺物・遺構が見つかっている。公園入口には、幼年学校時代の門柱が現存する。

### 年表
- 縄文時代前期 - 大規模な集落を形成（三神峯遺跡）。
- 古墳時代 - 三神峯古墳群。
- 1937年（昭和12年）
  - 4月1日 - 仙台陸軍幼年学校設置。
  - 7月10日 - 仙台空襲により罹災。
  - 8月15日 - 終戦に伴い、幼年学校廃止。
  - （旧制）第二高等学校三神峯校舎となる。
- 1949年（昭和24年）
  - 東北大学第一教養部富沢分校となる。
  - 5月 - 明善寮建設。
- 1958年（昭和33年） - 教養部が川内校舎へ移転。
- 1967年（昭和42年）
  - 三神峯公園が開園。
  - 7月7日 - 31日 - 三神峯遺跡第1次発掘調査。
- 1973年（昭和48年） - 三神峯遺跡第2次発掘調査。仙台市内で初めて縄文時代の竪穴建物跡を発見した。
- 1975年（昭和50年） - 三神峯遺跡第3次発掘調査。
- 1994年（平成6年）
  - 1月10日 - 11日 - 三神峯遺跡第4次発掘調査（公衆便所の設置にともなう）。
  - 12月15日 - 三神峯遺跡第4次発掘調査（身障者公衆便所の設置にともなう）。
- 2007年（平成19年）
  - 3月12日 - 20日 - 三神峯古墳・三神峯遺跡第5次発掘調査。
  - 8月22日 - 9月7日 - 三神峯遺跡第5次発掘調査。
- 2008年（平成20年）6月26日 - 9月16日 - 三神峯遺跡第6次発掘調査。

## アクセス
公共交通機関
- 仙台市営バス・宮城交通 : 西多賀一丁目西・三神峯公園入口 バス停
- 仙台市地下鉄南北線 長町南駅より徒歩約23分

車
- 仙台南部道路 山田IC、長町IC
- 東北自動車道 仙台南IC

## 周辺
- 東北大学電子光理学研究センター
- 聖和学園高等学校三神峯キャンパス
- 仙台市立西多賀中学校